# آه (فیلم ۱۹۵۳)
آه (به هندی: Aah) فیلمی محصول سال ۱۹۵۳ و به کارگردانی راجا ناواته است. در این فیلم بازیگرانی همچون راج کاپور، نرگس دات، پران، لیلا میشرا، موکش ایفای نقش کرده‌اند.

## خلاصه داستان
راج پسر مرد ثروتمند و متمولی است که قرار ازدواجش با چاندرا گذاشته شده.از آنجا که راج و چاندرا هرگز همدیگر را ندیده اند و مخالف ازدواجهای سنتی هستند از این وصلت سر باز میزنند.راج با اصرار پدر و برای آشنایی بیشتر نامه ای به چاندرا می‌نویسد و چاندرا از خواهرش نيلو می‌خواهد که بجای او به این مکاتبه ادامه دهد چرا که چاندرا قصد مکالمه و هم صحبتی با راج را ندارد.اینگونه است که نامه های متعدد بین راج و نيلو رد و بدل می‌شود و راج با تصور اینکه مخاطب نامه هایش چانداراست به نوعی دلباخته دختری میشود که هرگز او را ندیده و همین حس در دل نيلو هم بوجود می آيد.پس از مدتی بالاخره نيلو و راج یکدیگر را میبینند و راج از پدرش می‌خواهد چاندرا را برایش خواستگاری کند چرا که فکر می‌کند دختری که دیده و عاشقش شده چاندرا نام دارد.ولی چاندرای اصلی جواب رد میدهد و راج آشفته حال و پریشان میشود.دیری نمی گذرد که راج حقیقت را در میابد و می‌فهمد که دختری که او شیفته اش شده نامش نيلو است و در اصل خواهر چاندراست.بدین جهت راه خانه را در پیش میگیرد که ماجرا را با پدرش هم در میان بگذارد ولی از بد ماجرا از طریق دکتر کیلاش متوجه میشود که به بیماری سل مبتلاست و هر لحظه ممکن است با سایه مرگ رو به رو شود.راج بعد از شوک وارده در صدد آن بر می آید که قلب نيلو را به کلی از عشق و محبت خودش خالی کند و...